# Skansen Archeologiczny „Karpacka Troja” w Trzcinicy
Karpacka Troja – kompleks muzealny położony w Trzcinicy k. Jasła w woj. podkarpackim, stanowiący oddział Muzeum Podkarpackiego w Krośnie. Skansen Karpacka Troja powstał w miejscu odkrycia jednego z najstarszych grodzisk w Polsce zwanego Wałami Królewskimi, którego początki sięgają wczesnej epoki brązu. Dokonano na nim odkryć archeologicznych datowanych na początki epoki brązu i wczesne średniowiecze.
Pomysłodawcą projektu budowy skansenu w Trzcinicy jest Jan Gancarski – dyrektor Muzeum Podkarpackiego, wieloletni badacz grodziska. Obiekt powstał w latach 2007–2009 dzięki wsparciu Mechanizmu Finansowego EOG udzielonego w ramach projektu Skansen Archeologiczny Karpacka Troja w Trzcinicy – atrakcją turystyczną regionu. Kwota przyznanego przez MF EOG dofinansowania wyniosła 1 747 086 euro. Pozostałą część kosztów pokrył Urząd Marszałkowski w Rzeszowie oraz samorządy lokalne.
Otwarcie Skansenu zaplanowane było na lipiec 2010 r., jednakże ze względu na powódź, która nawiedziła region w czerwcu 2010 r. i dotkliwe zniszczenie obiektu, inaugurację działalności placówki przełożono na drugą połowę czerwca 2011 r.

## Osadnictwo w Trzcinicy
Na terenie skansenu znajdują się najstarsze z dotąd znanych osad obronnych w Polsce, potwierdzono też pierwsze ślady oddziaływania cywilizacji anatolijsko-bałkańskiej na współczesne tereny ziem polskich. Obecność tych kultur stwierdzono także w kilku innych miejscach województwa podkarpackiego, m.in. w Wietrznie, Krośnie i Sanoku, z najsilniejszym ośrodkiem po północnej stronie Beskidu Niskiego utworzonym w Trzcinicy. Na początku września 2015 archeolodzy z Krakowa poinformowali o odkryciu najstarszego kamiennego muru otaczającego grodzisko tej kultury w Maszkowicach koło Łącka. Byłaby to wówczas najstarsza w dziejach budownictwa na ziemiach polskich konstrukcja kamienna, datowana wstępnie między 1750 a 1690 rokiem p.n.e. Ważną rolę przy budowie tych założeń osadniczych pełniły naturalne wzniesienia i przeszkody terenowe.

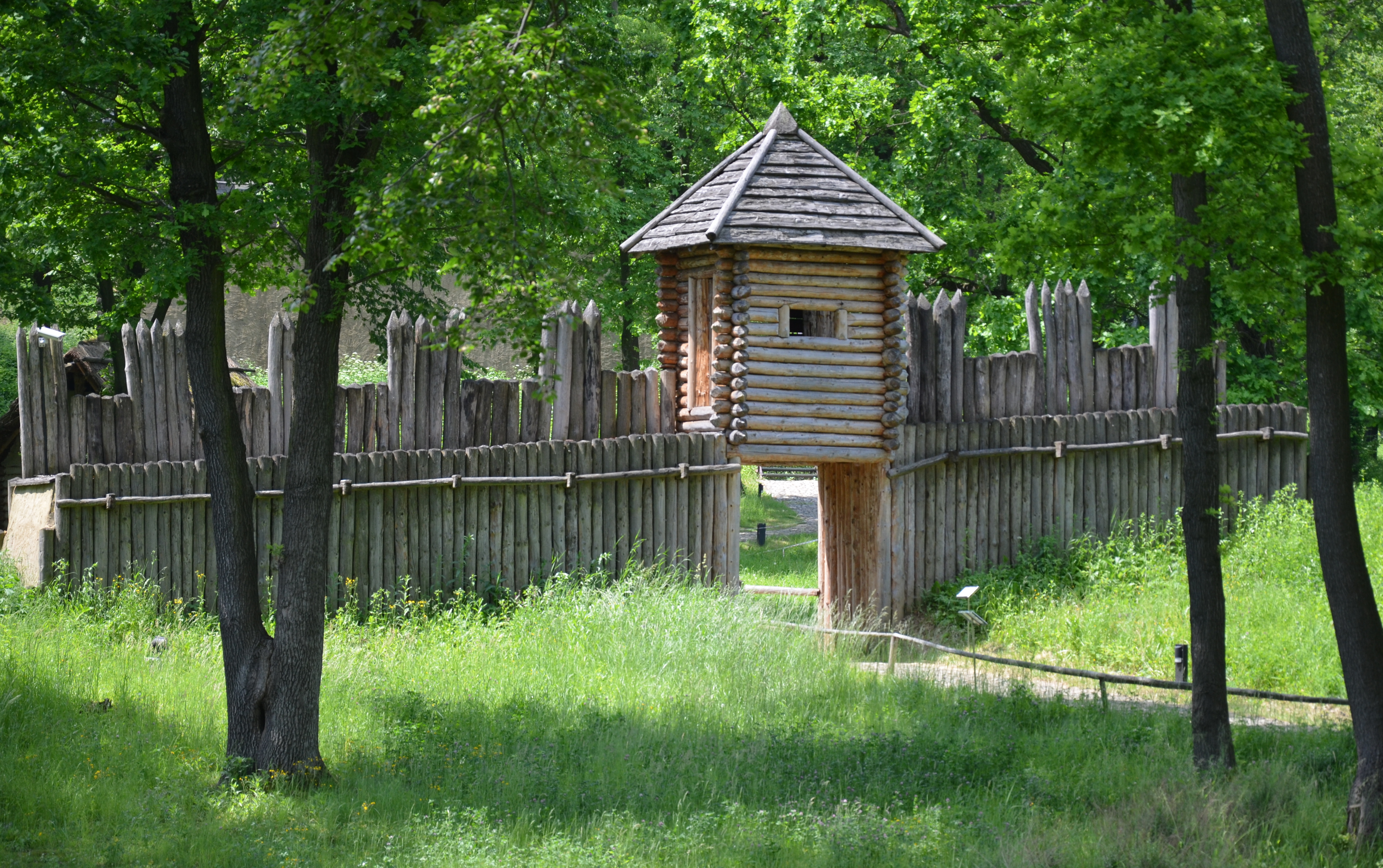
Skansen
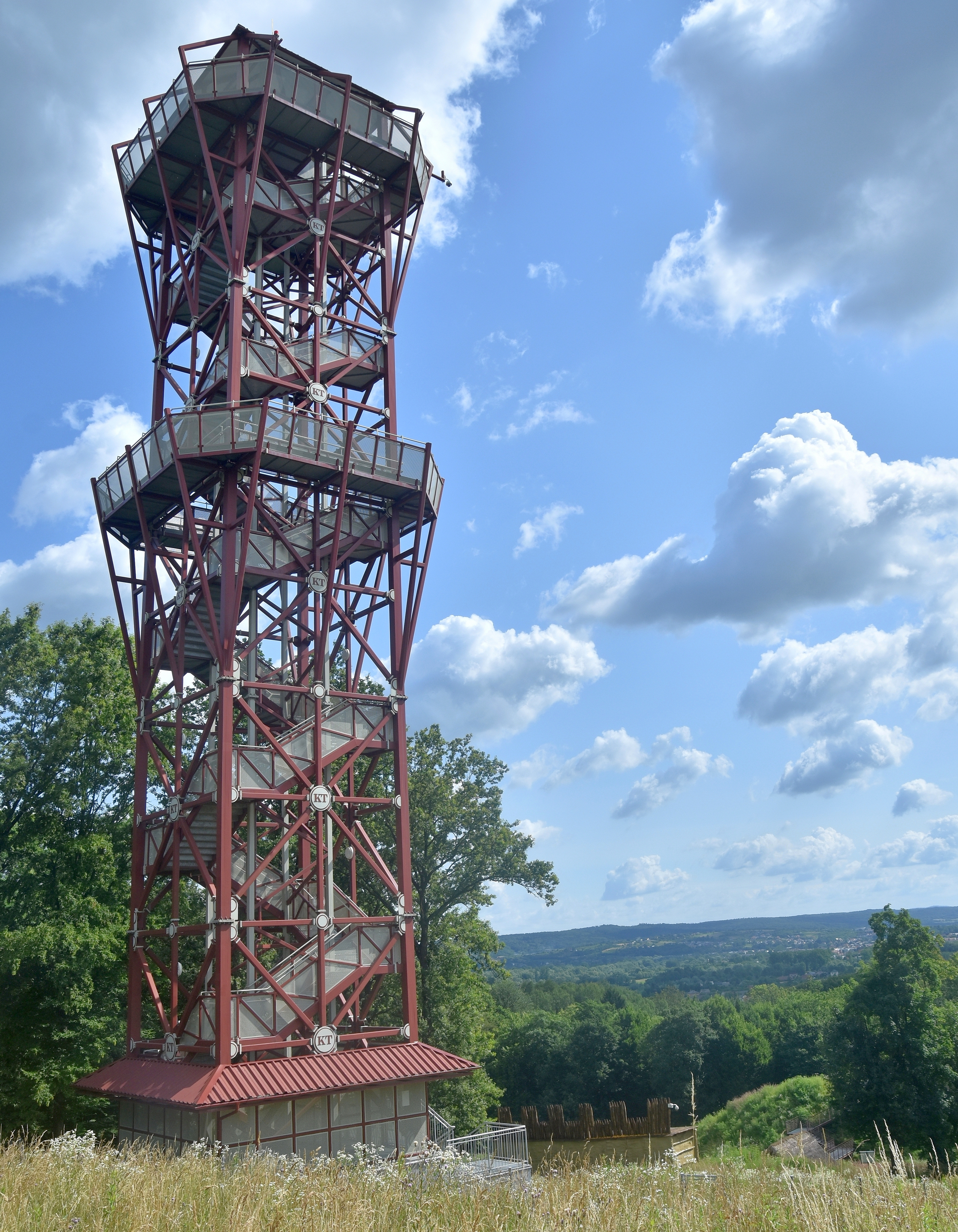
Wieża widokowa na terenie skansenu
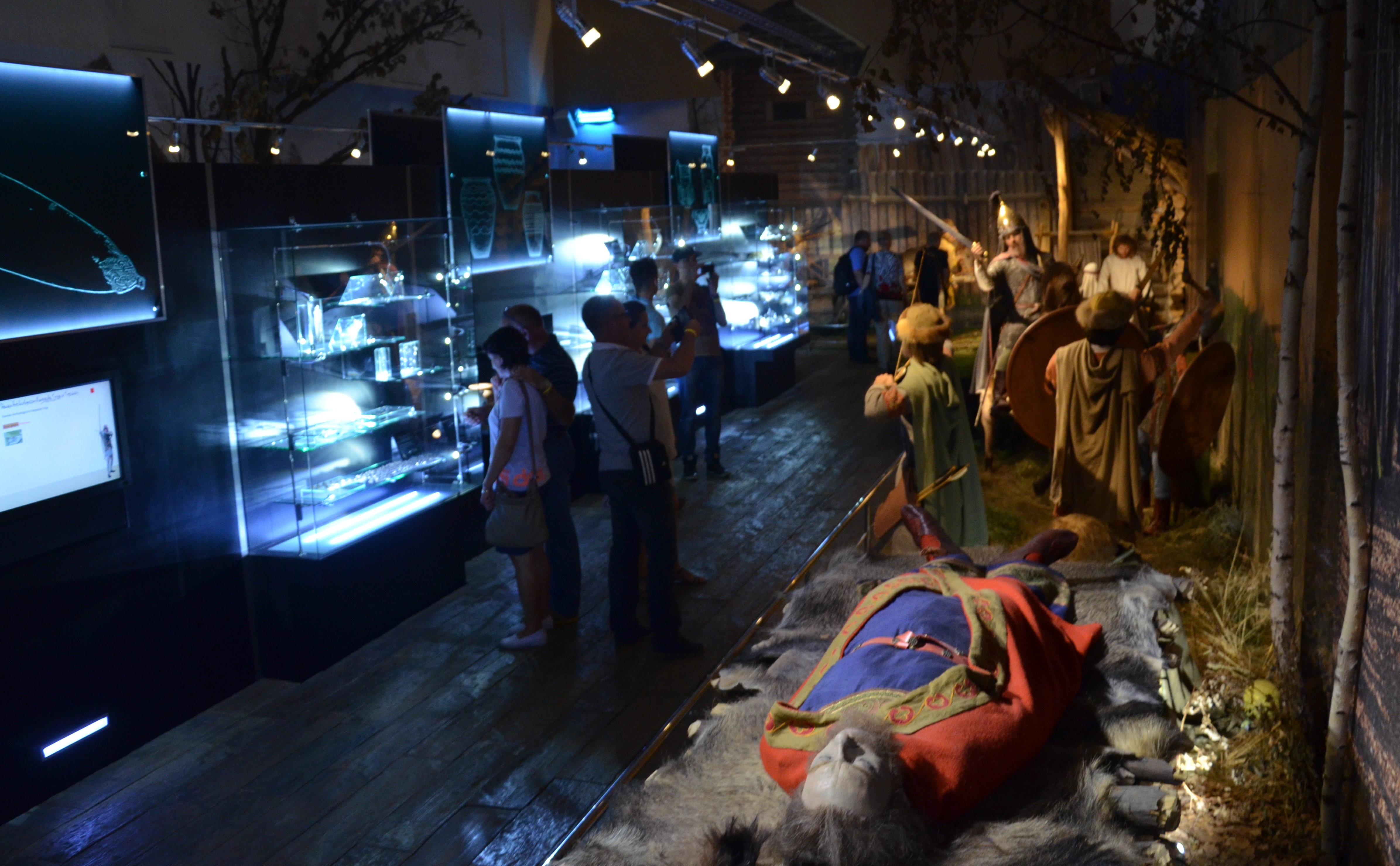
Jedna z sal ekspozycyjnych Muzeum archeologicznego, prezentująca zabytki z okresu wczesnego średniowiecza (2015)

Archeolodzy na podstawie obecnych badań i analizy ich wyników wyodrębnili kilka grup żyjących na terenie Trzcinicy różniących się pod względem rodzaju i siły występujących w niej artefaktów. Mieszkała w niej w latach przypadających między 2100–1650 p.n.e. jako najstarsza ludność, grupa pleszowska kultury mierzanowickiej, grupa ta pozostawała pod silnymi wpływami z basenu Niziny Węgierskiej i Zakarpacia. Następnie w latach 1650–1350 p.n.e. przebywała tu zakarpacka ludność kultury Otomani-Füzesabony, charakteryzująca się bardzo wysokim poziomem rozwoju cywilizacyjnego.

### Okres wczesnopiastowski
Na koniec wczesnego średniowiecza datowane jest jedno z najstarszych i najlepiej zachowanych grodzisk lechickich. W okresie od ok. 780–1031 r. n.e. znajdował się tu ośrodek lokalnej władzy, z potężnym, wieloczłonowym grodem zajmującym ponad 3 ha powierzchni opasanym wałami o łącznej długości 1250 m. W X wieku nastąpiło jego pierwsze gwałtowne zniszczenie. Starsza faza grodu wczesnośredniowiecznego uważana jest obecnie za jedno z najstarszych zachodniosłowiańskich założeń obronnych w Polsce. Analizy dendrochronologiczne wskazują, iż wały starszej fazy grodu wzniesiono zostały w latach 70. VIII w., zaś wały młodszej fazy wyłoniły się po pożarze w X wieku i przetrwały do początku wieku XI. W X wieku po przebudowie grodu zastosowano też odmienną technikę przy wznoszeniu wału różniącą się od poprzedniej. Gwałtowny był również koniec młodszej fazy grodu, którego datę wyznacza z kolei ukrycie skarbu skandynawskich przedmiotów srebrnych na terenie głównego członu grodziska. Jest to okres przypadający na kryzys monarchii wczesnopiastowskiej w latach 1031–1032 i 1034–1039. W roku tym (1031) Jarosław i Mścisław zajęli terytoria nad Sanem i Wisłoką. Mścisław miał następnie pojmaną ludność osadzić na pograniczu swojego księstwa w dorzeczu Worskli. „Najbardziej prawdopodobne wydaje się wiązanie upadku grodu w Trzcinicy z wydarzeniami lat 1029–1031, czyli odzyskaniem przez Ruś Kijowską zdobytych jeszcze przez Bolesława Chrobrego tzw. Grodów Czerwieńskich wraz z Przemyślem.”. Całe dorzecze Sanu do 1031 znajdowało się w królestwie Mieszka II ok. 1085–1198 stanowiło przemyskie księstwo ruskie w rękach Rurykowiczów-Rościsławiczów. Następnie trwały walki o ten obszar między książętami krakowskimi i królami węgierskimi. 

Nestor –
Roku 6539 [1031]. Jarosław i Mścisław zebrali wojów mnogich, poszli na Lachów i zajęli Grody Czerwieńskie znowu, i spustoszyli ziemię lacką, i mnóstwo Lachów przywiedli, i rozdzielili ich. Jarosław osadził swoich nad Rosią, i są do dziś’

## Rekonstrukcja, popularyzacja i edukacja w Karpackiej Troi
Skansen archeologiczny w Trzcinicy jest jednym ze stanowisk archeologicznych w Polsce zawierających wczesnośredniowieczne rekonstrukcje wału obronnego, bramy, ulic i budynków mieszkalnych. Karpacka Troja to połączenie tradycyjnej formy skansenu oraz nowoczesnej placówki muzealnej. Cały kompleks składa się z terenu grodziska oraz parku archeologicznego leżącego u jego podnóża. Na grodzisku zrekonstruowanych zostało ponad 150 m wałów obronnych, 2 bramy prowadzące do grodu (z epoki brązu i wczesnego średniowiecza) oraz 6 chat. Na terenie parku archeologicznego zlokalizowane są rekonstrukcje wiosek otomańskiej z początków epoki brązu oraz słowiańskiej z wczesnego średniowiecza. Znajduje się tu także pawilon wystawowy z salą ekspozycyjną, salą konferencyjną, salą edukacyjną dla dzieci, Salką Małego Odkrywcy przeznaczoną dla przedszkolaków oraz zapleczem gastronomicznym, w którym serwowane będą potrawy przygotowane w oparciu o dawną sztukę kulinarną.
Oprócz rekonstrukcji na terenie parku archeologicznego znajduje się muzeum, a w każdym trzecim tygodniu sierpnia odbywa się tam festyn archeologiczny Dwa Oblicza, obejmujący prezentacje eksperymentalne i pokazy rekonstrukcji historycznych. W otworzonym obozie wczesnośredniowiecznych wojowników zwiedzający mają okazję na spotkanie i rozmowę z rzemieślnikami uprawiających pradawne rzemiosła, kobiety i dzieci ubrane w starożytne stroje. W programie edukacyjnym skansenu znajdują się lekcje muzealne, warsztaty oraz zajęcia dla najmłodszych.

## Historia skansenu
- 1991–1997, 2005–2009 – badania wykopaliskowe
- 1998 – narodziny pomysłu zorganizowania skansenu
- 1999 – podjęto formalne starania zmierzające do utworzenia w Trzcinicy skansenu archeologicznego jako oddziału Muzeum Podkarpackiego w Krośnie
- 2000–2005, 2008, 2009 – wykupywanie działek pod skansen
- 2003 – uchwalenie miejscowego planu zagospodarowania przestrzennego terenu skansenu
- 2004 – przygotowanie projektu naukowego skansenu
- 2004–2005 – przygotowanie dokumentacji technicznej
- 2005 – uzyskanie pozwolenia na budowę i przygotowanie wniosku do MF EOG wraz z załącznikami
- 10 listopada 2006 – Komitet MF EOG w Brukseli wydał pozytywną decyzję odnośnie do przyznania dofinansowania dla projektu budowy skansenu
- 13 marca 2007 – podpisanie umowy na dofinansowanie w Ministerstwie Kultury i Dziedzictwa Narodowego
- październik 2007 – rozpoczęcie budowy
- październik 2009 – zakończenie budowy
- listopad 2009 – czerwiec 2010 – wyposażenie obiektu i aranżacja wystawy
- 4 czerwca 2010 – zniszczenie obiektu przez powódź
- 5 czerwca 2010 – początek prac mających na celu usunięcie skutków powodzi
- 24–25 czerwca 2011 – otwarcie skansenu